# 이태복
이태복(李泰馥, 1950년 12월 11일~2021년 12월 3일)은 대한민국의 제40대 보건복지부 장관이다. 본관은 한산이며, 충청남도 보령 출생이다.

## 생애
1971년 학원 병영화 반대운동으로 제적되어 강제징집, 최전방 부대에서 군복무,병장 제대.
1977년 광민사를 설립해 노동운동 관련 서적을 출판했고, 박정희 대통령 서거 뒤 전국민주노동자연맹(전노련)을 세우는데 핵심역할을 하며 노동운동에 앞장섰다.
1980년 5월 15일 서울역에서 모인 학생들의 투쟁 방향을 놓고 이태복은 이선근 등의 학림 진영과 함께 투쟁을 주장하였으나, 결국 지도부(무림 진영)는 해산을 결정했다. 1981년 학림 사건으로 경찰에 연행된 이태복은 무기 징역을 선고받고 7년 4개월을 복역하다 1988년 가석방 되었고 1988년 12월에 사면복권되었다.
1989년 이태복은 주간 노동자신문과 노동일보를 창간하였고, 국민의 정부에서 2001년 3월 청와대 복지노동수석직을, 2002년 보건복지부 장관으로 일했다. 청와대 수석 시절에는 주5일제 도입 TF책임자로 일했고, 보건복지부 장관 퇴임사에서 (건강보험 재정 건전성을 위해) 약값 인하 정책이 국내외 제약사의 압력에 밀려 구체화시키지 못했다고 밝혔다. 이후 약가 인하 조치로 건보재정에 큰 도움이 되었다. 2003년 정부로부터 청조근정훈장을 받았다.
2003년부터 현재까지 비영리사단법인 인간의 대지 이사장으로 어려운 이웃에게 복지후원, 해외동포에게 책 보내기 운동, 북녘동포에게 의약품을 후원하고 있으며 2007년부터 5대 거품빼기 운동본부(기름값, 핸드폰 요금, 카드수수료, 약값, 은행예대마진) 상임대표로 활동하여 가격인하에 기여하였다. 당시 대통령 후보주자인 박근혜, 이명박, 정동영 후보 모두 공약화하기도 하였다.
2008년 5대 거품빼기 관련 법안을 입법 청원하였고, 2009년 노인 틀니 건강보험적용 서명운동을 시작했다.
2009년에는 중국 흑룡강성 밀산시 십리와에 항일유적기념비를 성금을 모아서 건립하였다.
2012년에는 31년만에 대법원으로부터 무죄판결을 받았다. 2013년에는 5․18민주유공자로 결정되었다.
2013년 5대거품빼기운동의 연장선에서 국민석유설립운동을 벌여 마지막 봉사활동으로 국민석유주식회사 대표이사 겸 이사회 의장으로서 기름값 인하를 위해 노력했다.
2018년 매헌윤봉길월진회 회장을 맡았으며, 2019년 윤상원기념사업회의 이사장을 맡았다. 
2021년 12월 3일 급성 심근경색으로 사망하였다.
저술활동으로는 공리 공론을 배격하고 한국사회의 구체적인 현실에 근거하여 실제적인 대안 모색과 온 몸을 던져 나라와 백성 구제에 힘쓴 인물들을 재조명해서 소개하는 여러 권을 저술했다.
2019년에 조선 청백리  삼산 이태중 평전을 쓰고 시대의 귀감을 따라 배우자는 호소를 하였다. 
인물평전 이외에 각종 시사 문제에 대한 원인분석과 해법을 내는 우리시대의 희망찾기, 대한민국의 활로 찾기등 여러권의 저술이 있다. 특히 IMF시기에는 초국적 자본의 한국 약탈을 지적하며  초긴축 고금리 정책과 개방화 정책의 부작용을 적극지적하고 후유증 극복에 앞장 섰다. 한전 매각등에 반대하는 캠페인도 조직했다.

## 학력
- 천북초등학교 졸업
- 예산중학교 졸업
- 성동고등학교 졸업
- 국민대학교 법학 학사
- 고려대학교 노동대학원 석사
- 순천향대학교 사회복지학 명예 박사

## 경력
- 1976년 - 도서출판 광민사 설립
- 1989년 - 주간노동자신문 창간, 전국민족민주운동연합(전민련) 상임집행위원
- 1996년 - 사회복지단체 인간의 대지 설립
- 2001년 - 청와대 복지노동수석비서관
- 2002년 - 보건복지부 장관
- 2003년 - 연세대, 한서대 사회복지학과 초빙 교수
- 2007년 - 인간의 대지 이사장, 5대거품빼기 범국민운동본부 상임대표, 점핑코리아연구소 이사장
- 2012년 - 국민석유회사설립준비위원회 상임대표
- 2013년 - 국민석유주식회사 대표이사 및 이사회 의장
- 2018년 - 매헌윤봉길의사 월진회 회장
- 2019년 - 5월항쟁 윤상원기념사업회 이사장

## 저서
- 1996년 - 우리시대의 희망 찾기
- 2000년 - 기백이 있어야 희망이 보인다
- 2002년 - 쓰러져도 멈추지 않는다
- 2004년 - 대한민국은 침몰하는가
- 2006년 - 사회복지정책론(공저:심복자)
- 2006년 - 도산 안창호 평전
- 2009년 - 대한민국의 활로 찾기
- 2011년 - 토정 이지함
- 2019년 - 윤봉길 평전
- 2019년 - 조선 청백리 삼산 이태중 평전

## 종교
종교는 천주교이며, 세례명은 다니엘이다.